# Ken MacKinnon
Ken MacKinnon   (Docklands, 26 d'agost de 1933 - 21 de maig de 2021), en gaèlic escocès dit Coinneach MacFhionghuin'', va ser un lingüista britànic conegut com el pare de la sociolingüística del gaèlic escocès.

## Primers anys
MacKinnon va néixer als Docklands (Londres) el 1933. La seva família paterna era originària de l'Illa d'Arran (Escòcia) i d'Irlanda del Nord.
Durant el Blitz de Londres va ser enviat a Cornualla, com molts altres nens de l'època i més tard es va instal·lar a la propera localitat de Southend-on-Sea on amb el temps va esdevenir president del comitè de planificació del consell municipal i alcalde. Va prendre la doble titulació en sociologia i economia a la London School of Economics, i després va fer servei nacional a Alemanya. Després del seu retorn d'Alemanya, va treballar com a mestre a les escoles secundàries i tècniques d'Essex, fou el cap de departament al Barking College of Technology i posteriorment va ser professor titular i el lector en la Hatfield Polytechnic entre altres càrrecs.

## Gaèlic escocès
Encara que no era parlant natiu de gaèlic, el va aprendre quan es va interessar per la llengua. Posteriorment va prendre un mestratge i es va fer un investigador sènior del Consell d'Investigació de Ciències Socials, i va aprofitar l'oportunitat per embarcar-se en l'estudi de la situació sociolingüística de l'illa de Harris entre 1972 i 1974, participant activament en la disciplina des de llavors.
També fou membre del Magog entre 2002 i 2004, organisme que proporciona assessorament sobre el gaèlic escocès als ministres escocesos, i que va elaborar l'Informe Meek (2002). Després va ser nomenat membre de Bòrd na Gàidhlig en 2004. També va ser membre del consell de MG Alba entre 2008-2011.
Té una plaça de professor honorari a la Universitat d'Aberdeen i fou lector emèrit a la Universitat de Hertfordshire. Va ser tutor a l'Open University en ciències socials, educació i estudis lingüístics.

## Publicacions
El professor MacKinnon va publicar nombrosos articles i llibres en la dècada de 1970, la majoria d'ells en gaèlic a Escòcia i Nova Escòcia, llengües minoritàries segons les dades demogràfiques, incloent:
- (1974) The Lions Tongue
- (1991) Gaelic A Past & Future Prospect
- (1998) Gaelic in Family, Work and Community Domains Euromosaic Project 1994 1995 in Scottish Language 1998, No. 17
- (2000) Neighbours in Persistence – Prospects for Gaelic Maintenance in a Globalising English World in McCoy, G. and Scott, M. (eds) Aithne na nGael – Gaelic Identities